# René Grotenhuis
René Grotenhuis (Lemelerveld, 14 november 1967) is een Nederlands oud-doelman.

## Biografie
Grotenhuis begon zijn carrière bij Lemelerveld. De doelman werd gescout door PEC Zwolle. Na enkele jaren in Zwolle te hebben gekeept ging de doelman naar Go Ahead Eagles. Daar sloot hij ook in 2005 zijn loopbaan af. In het seizoen 2005/2006 was hij keeperstrainer bij Go Ahead en stand-in voor het eerste elftal. In 2018 sloot René aan bij PEC Zwolle om daar de jeugd en de beloften te trainen. Tevens is hij stand-in voor de keeperstrainer van het eerste elftal.